# Bujaru
Bujaru est une municipalité brésilienne située dans l'État du Pará.